# Gajówka Lewiczyn
Gajówka Lewiczyn – osada leśna w Polsce położona w województwie mazowieckim, w powiecie grójeckim, w gminie Belsk Duży.
W latach 1975–1998 miejscowość administracyjnie należała do województwa radomskiego.